# Alexis García
Pour les articles homonymes, voir García.
Alexis García, né le 21 juillet 1960 à Quibdó (Colombie), est un footballeur colombien, qui évoluait au poste de milieu de terrain à l'Once Caldas et à l'Atlético Nacional ainsi qu'en équipe de Colombie.
García marque deux buts lors de ses vingt-quatre sélections avec l'équipe de Colombie entre 1988 et 1993. Il participe à la Copa América en 1989, 1991 et 1993 avec la Colombie.

## Palmarès

### En équipe nationale
- 24 sélections et 2 buts avec l'équipe de Colombie entre 1988 et 1993.
- Troisième de la Copa América 1993.

### Avec l'Atlético Nacional
- Vainqueur de la Copa Libertadores en 1989.
- Vainqueur de la Copa Interamericana en 1990 et 1997.
- Vainqueur de la Copa Merconorte en 1998.
- Vainqueur du Championnat de Colombie de football en 1991 et 1994.
- Finaliste de la Copa Libertadores en 1995.